# Ternstroemia polypetala
Ternstroemia polypetala är en tvåhjärtbladig växtart som beskrevs av Melch. Ternstroemia polypetala ingår i släktet Ternstroemia och familjen Pentaphylacaceae. Inga underarter finns listade i Catalogue of Life.